# رایان فرای
رایان فرای (انگلیسی: Ryan Fry؛ زادهٔ ۲۵ ژوئیهٔ ۱۹۷۸) ورزشکار کرلینگ اهل کانادا است.